# Pojišťovací ventil

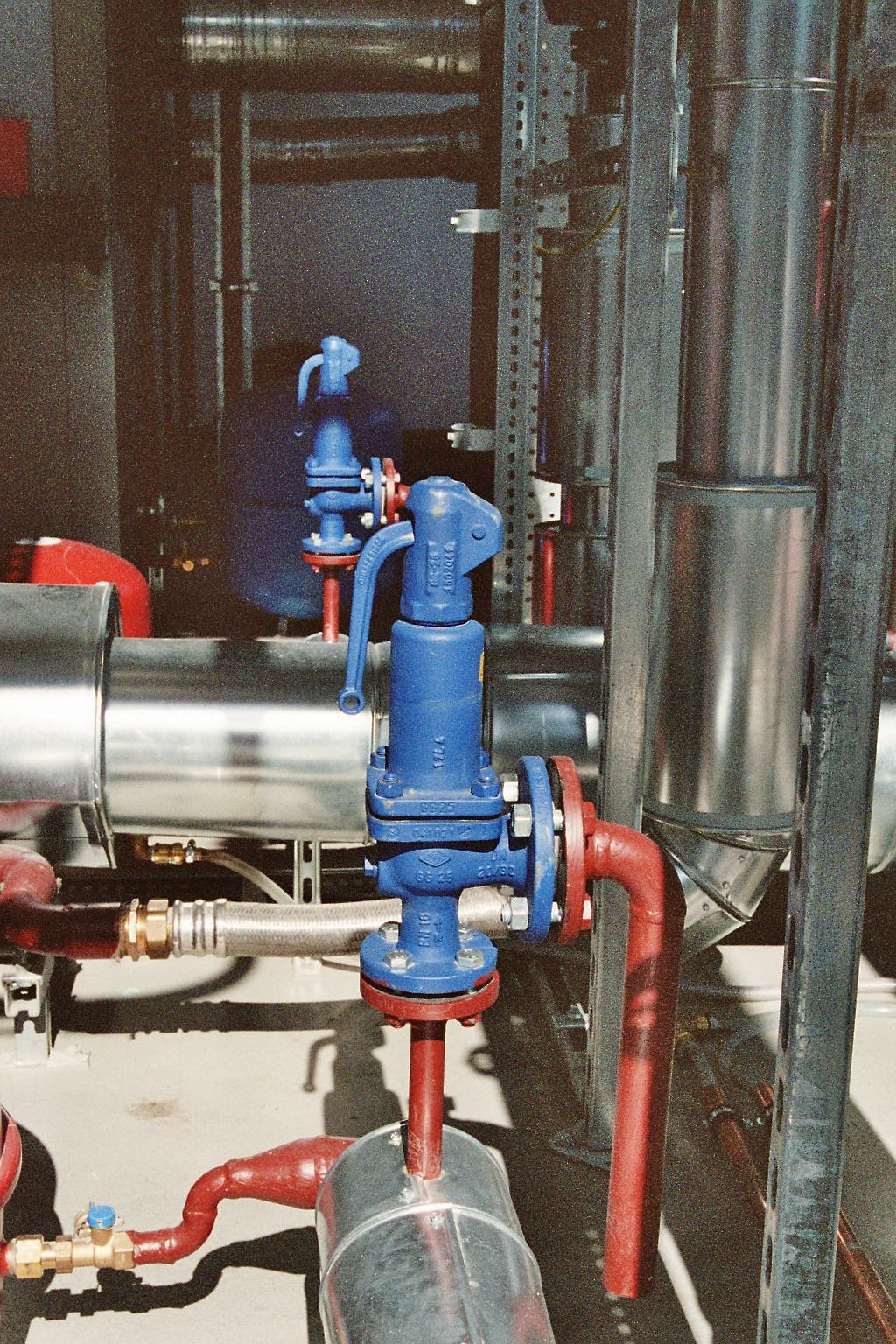
Pojišťovací ventil na armatuře v elektrárně

Pojišťovací ventil je zařízení, umístěné na uzavřené nádobě, nejčastěji kotli. Má za úkol při zvýšení tlaku nad určitou mez vypouštět přebytečné médium z nádoby, aby se tak předešlo jejímu roztržení.
Nejjednodušší a první konstrukcí pojišťovacího ventilu je otvor, přikrytý zatíženou záklopkou. Takový ventil se dodnes používá například na Papinově hrnci.
Toto řešení má ale mnoho nevýhod. Je to například špatná funkce v prostředí, kde se vyskytují vibrace (například v dopravních prostředcích). Takový ventil funguje jen ve vertikální poloze. Má také velké rozměry pro větší tlaky a průtočné objemy.
Většina pojišťovacích ventilů proto využívá jedné nebo několika pružin, které přitlačují záklopku k vypouštěcímu otvoru. Obvykle je možno měnit napětí pružiny a tím i tlak, na nějž je ventil nastaven. Vhodným tvarem záklopky a otvoru lze navíc zajistit hysterezi ventilu, je-li to třeba.
Určité druhy tlakových nádob (například vysokotlaké parní kotle) musí mít ze zákona alespoň dva nezávislé pojišťovací ventily schváleného typu, schopné vypustit více média, než v nádobě vzniká. Seřízení ventilů podléhá přísné kontrole.